# 拉蓬特-恰穆埃什奇
拉蓬特-恰穆埃什奇（羅曼什語發音：[lɐˌpʊntˈtɕamuˈeːʃtɕ] ⓘ）是瑞士格勞賓登州的一个市镇，由拉蓬特（La Punt）和恰穆埃什奇（Chamues-ch）两个村庄组成。